# 波特托雷
波特托雷（Pottore），是印度喀拉拉邦Thrissur县的一个城镇。总人口8210（2001年）。

## 人口
该地2001年总人口8210人，其中男性4023人，女性4187人；0—6岁人口835人，其中男425人，女410人；识字率84.82%，其中男性为85.51%，女性为84.17%。